# Sajjad Mashayekhi
Sajjad Mashayekhi (Teherán, 23 de febrero de 1994) es un baloncestista iraní que se desempeña en la posición de base. Desarrolló su carrera como profesional en clubes de su país, siendo considerado una de las máximas figuras nacionales de la Superliga de Irán. Ha representado a su país en diversos torneos internacionales, incluyendo la Copa Mundial de Baloncesto de 2019 y 2023.

## Trayectoria
Mashayekhi debutó en 2012 en la Superliga de Irán, campeonato en el que se ha destacado jugando para los clubes Mahram Tehran, Chemidor Tehran BC, Palayesh Naft Abadan BC, Petrochimi Bandar Imam BC y Zob Ahan Isfahan BC.
Asimismo participó en diversos torneos regionales y continentales con los equipos iraníes, incluyendo la FIBA Asia Clubs Champions Cup de 2018, la cual fue conquistada por el Petrochimi Bandar Imam BC.
[actualizar]

### Selección nacional
Mashayekhi disputó varios torneos con las selecciones juveniles de baloncesto de Irán, incluyendo el Campeonato Mundial de Baloncesto Sub-19 de 2013.
Con la selección mayor compitió en dos ediciones de la Copa Mundial de Baloncesto (2019 y 2023) y tres del Campeonato FIBA Asia (2015, 2017 y 2022).
El base también actuó en otros torneos representando a su país como los Juegos Asiáticos de 2014 y de 2018 -donde los iraníes obtuvieron la medalla de plata en ambas ocasiones-, el FIBA Asia Challenge -donde guio a su equipo en la conquista del torneo en las ediciones de 2012, 2014 y 2016-, la Copa William Jones -adjudicada a Irán en 2015- y el Torneo Preolímpico FIBA 2016.
Durante agosto y septiembre de 2023 fue integrante de la selección de Irán que participó en el Mundial de 2023 celebrado en Asia, y que finalizó en trigesimoprimer lugar.